# BS-3A
O BS-3A (também conhecido por Yuri 3A) foi um satélite de comunicação geoestacionário japonês construído pelas empresas NEC, GE Astro e Martin Marietta, ele esteve localizado na posição orbital de 110 graus de longitude leste e era operado pela Telecommunications Satellite Company of Japan (TSCJ). O satélite foi baseado na plataforma AS-3000 e sua expectativa de vida útil era estimada de 5 a 7 anos.

## História
O BS-3A (Broadcasting Satellite-3A) foi lançada pelo veículo de lançamento HI (H22F) a partir do Centro Espacial de Tanegashima, no Japão. O mesmo é um follow-on da série BS-2 para prestação de serviço boradcast direto para todo o Japão e as ilhas de Okinawa e Ogasawara, o BS-3A contou com transponder com mais saída - de 100 para 120 W, um canal adicional - de 2 a 3, e uma vida mais longa - de 5 a 7 anos. Uma transmissão de TV experimental de 20 W wideband transponder testado de alta definição. A carga era operado a 14/12 GHz . Construído pela GE Astro Space e Nippon Electric Company, o satélite foi baseado na plataforma SATCOM 3000 da GE e foram incorporados transponders japoneses, antena e motor pontapé de apogeu. O satélite em forma de caixa media 1,3 por 1,6 por 1,6 m, que media 15 m com painéis solares implantados. A antena parabólica com feixe em forma estendida tinha uma altura total de 3,2 m em órbita. As matrizes produziam 1443 W no início de sua vida. Como é habitual com os lançamentos japoneses, o satélite foi rebatizado em voo. O Yuri (lírio) atingiu a sua posição geoestacionária atribuído em 110 graus de longitude leste em outubro. As operações foram entregues à Companhia de Telecomunicações por Satélite do Japão.

## Lançamento
O satélite foi lançado com sucesso ao espaço no dia 28 de agosto de 1990, por meio de um veículo H-1 UM-129A (9 SO), laçando a partir do Centro Espacial de Tanegashima, no Japão.

## Capacidade e cobertura
O BS-3A era equipado com 3 transponders em banda Ku, para fornecer serviços de telecomunicação ao Japão.